# جارم (اسم)
جارم هو اسم علم مذكر من أصل عربي، ومعناه هو من الفعل جرم الشيء قطعه، والجارم القاطع، منتقي اللحم من العظم، قاطف الثمر.

## وصلات خارجية
- موسوعة السلطان قابوس لأسماء العرب نسخة محفوظة 5 أبريل 2019 على موقع واي باك مشين.